# Lettera di Raffaello d'Urbino a Leone X
La Lettera di Raffaello d'Urbino a Leone X è un documento, databile agli ultimi mesi del 1519, scritto da  Baldassarre Castiglione con l'apporto di Raffaello Sanzio e indirizzato a Leone X (in realtà la lettera non arrivò mai al pontefice, per la morte di Raffaello, restando in bozza), sul tema della tutela delle vestigia di Roma antica. Si tratta quindi di una preziosa testimonianza del crescente interesse e dell'amore per l'antichità che era andato maturando durante tutto il Rinascimento, fino a raggiungere una consapevolezza moderna sulla loro conservazione.
La più lunga versione della lettera si trova nella Bayerische Staatsbibliothek, a Monaco di Baviera.

## Storia
La lettera doveva essere allegata come prefazione alla raccolta di disegni degli edifici della Roma imperiale eseguita dal pittore. La prima parte enuncia i principi e le idee che hanno portato a tale opera; la seconda illustra i dettagli tecnici dell'operazione, con la descrizione di uno strumento munito di bussola usato durante i rilevamenti, per misurare e orientare gli edifici sulla pianta. Il rigore che si evince nell'operazione è indice degli intenti filologici della ricostruzione, basata su un preciso metodo di studio che indagava anche le parti distrutte o danneggiate degli antichi edifici.
Gli edifici antichi sono poi presentati in tre disegni: una pianta, un rilievo esterno con tutte le decorazioni e uno dell'interno, pure corredato di tutti i dettagli possibili.
La parte più celebre è la prima, in cui viene enunciato con grande chiarezza il senso culturale di questo lavoro, partendo da una rapida sintesi della storia dell'architettura dall'epoca romana ai giorni contemporanei, all'insegna di una consapevolezza della nuova "cultura della rinascita", rispetto alla degradazione dell'arte "tedesca" del medioevo, cioè il gotico, stile anticlassico per eccellenza. Si tratta di un'evidente percezione della "frattura" tra mondo antico e mondo contemporaneo che sta alla base dell'idea stessa di Rinascimento.
Altro punto importante è la traccia delle cause della scomparsa dell'arte classica, non dovuta solo a fattori storici, come le invasioni barbariche, ma soprattutto a causa dell'incuria e dell'insipienza degli uomini, compresi i precedenti pontefici, che hanno autorizzato l'utilizzo dei monumenti antichi come cave di materiale, delle statue come ingrediente per la calcina, ecc.
Ma il rammarico espresso al pontefice per la condotta dei suoi predecessori nasconde anche un'esaltazione indiretta del suo mecenatismo e della sua cultura, sotto il cui patrocinio si sarebbe voluta avviare un'opera di restauro e ricostruzione, per quanto parziale e frammentaria. Tra la perfezione degli antichi e l'epoca dei "barbari", l'età moderna si proponeva quindi come fase dalla posizione intermedia, legata allo studio e all'imitazione di quel mondo perduto. La lettera quindi mostra una piena maturità del concetto di Rinascita e rappresenta un dato di fatto sull'acquisizione dell'arte antica come modello aureo. La rinascita della nuova Roma inoltre si rinsaldava con ambizioni prettamente politiche del papato, come autorità suprema diretta erede del prestigio imperiale.